# Rabaulia invittata
Rabaulia invittata är en tvåvingeart som beskrevs av Erich Martin Hering 1951. Rabaulia invittata ingår i släktet Rabaulia och familjen borrflugor. Inga underarter finns listade i Catalogue of Life.